# Empire Slovak Open
O Empire Slovak Open (anteriormente conhecido como Empire Trnava Cup que hoje continua  como um torneio júnior) é um torneio para tenistas profissionais disputado em quadras de saibro ao ar livre. O evento é classificado como um torneio do ITF Women's Circuit de US$ 100.000 e é realizado em Trnava, Eslováquia, desde 2009.

## Resultados

### Simples
| Ano     | Campeã                                          | Vice-campeã                                     | Resultado                                       |
| ------- | ----------------------------------------------- | ----------------------------------------------- | ----------------------------------------------- |
| 2024    | Moyuka Uchijima                                 | Mona Barthel                                    | 7–6(7–3), 6–3                                   |
| 2023    | Yanina Wickmayer                                | Greet Minnen                                    | 6–0, 6–3                                        |
| 2020–22 | Torneio cancelado devido à pandemia de COVID-19 | Torneio cancelado devido à pandemia de COVID-19 | Torneio cancelado devido à pandemia de COVID-19 |
| 2019    | Bernarda Pera                                   | Anna Blinkova                                   | 7–5, 7–5                                        |
| 2018    | Viktória Kužmová                                | Verónica Cepede Royg                            | 6–4, 1–6, 6–1                                   |
| 2017    | Markéta Vondroušová                             | Verónica Cepede Royg                            | 7–5, 7–6(7–3)                                   |
| 2016    | Kateřina Siniaková                              | Anastasija Sevastova                            | 7–6(7–4), 5–7, 6–0                              |
| 2015    | Danka Kovinić                                   | Margarita Gasparyan                             | 7–5, 6–3                                        |
| 2014    | Anna Karolína Schmiedlová                       | Barbora Záhlavová-Strýcová                      | 6–4, 6–2                                        |
| 2013    | Barbora Záhlavová-Strýcová                      | Karin Knapp                                     | 6–2, 6–4                                        |
| 2012    | Anastasija Sevastova                            | Ana Savić                                       | w/o                                             |
| 2011    | Yvonne Meusburger                               | Elitsa Kostova                                  | 0–6, 6–2, 6–0                                   |
| 2010    | Sandra Záhlavová                                | Lenka Juríková                                  | 2–6, 6–3, 6–1                                   |
| 2009    | Yvonne Meusburger                               | Sandra Záhlavová                                | 7–6(7–0), 7–5                                   |

### Duplas
| Ano     | Campeãs                                         | Vice-campeãs                                    | Resultado                                       |
| ------- | ----------------------------------------------- | ----------------------------------------------- | ----------------------------------------------- |
| 2024    | Veronika Erjavec Tamara Zidanšek                | Dalila Jakupović Sabrina Santamaria             | 6–4, 6–4                                        |
| 2023    | Amina Anshba Anastasia Dețiuc                   | Estelle Cascino Suzan Lamens                    | 6–3, 4–6, [10–4]                                |
| 2020–22 | Torneio cancelado devido à pandemia de COVID-19 | Torneio cancelado devido à pandemia de COVID-19 | Torneio cancelado devido à pandemia de COVID-19 |
| 2019    | Anna Blinkova Xenia Knoll                       | Cornelia Lister Renata Voráčová                 | 7–5, 7–5                                        |
| 2018    | Jessica Moore Galina Voskoboeva                 | Xenia Knoll Anna Smith                          | 0–6, 6–3, [10–7]                                |
| 2017    | Naomi Broady Heather Watson                     | Chuang Chia-jung Renata Voráčová                | 6–3, 6–2                                        |
| 2016    | Anna Kalinskaya Tereza Mihalíková               | Evgeniya Rodina Anastasija Sevastova            | 6–1, 7–6(7–4)                                   |
| 2015    | Yuliya Beygelzimer Margarita Gasparyan          | Aleksandra Krunić Petra Martić                  | 6–3, 6–2                                        |
| 2014    | Stephanie Vogt Zheng Saisai                     | Margarita Gasparyan Evgeniya Rodina             | 6–4, 6–2                                        |
| 2013    | Mervana Jugić-Salkić Renata Voráčová            | Jana Čepelová Anna Karolína Schmiedlová         | 6–1, 6–1                                        |
| 2012    | Elena Bogdan Renata Voráčová                    | Marta Domachowska Sandra Klemenschits           | 7–6(7–2), 6–4                                   |
| 2011    | Janette Husárová Renata Voráčová                | Jana Čepelová Lenka Wienerová                   | 7–6(7–2), 6–1                                   |
| 2010    | Iveta Gerlová Lucie Kriegsmannová               | Michaela Hončová Lenka Wienerová                | 6–2, 6–1                                        |
| 2009    | Sandra Klemenschits Vladimíra Uhlířová          | Michaela Paštiková Darina Šeděnková             | 6–4, 6–2                                        |